# まじカライズ
『魔法少女育成コミック まじカライズ』は、原作：つながみ、漫画：いのまるによる日本の漫画。『グランドジャンプ』（集英社）にて、2012年23号から2014年24号まで月一ペースで連載された。単行本は全4巻。
コスプレ衣装の制作を趣味とするフリーターの男と、彼の派遣先の会社に勤務する魔法（超能力）を持つ女性（魔法少女）が、女性の敵の性犯罪者（レイプ犯）を倒していく、お色気とコメディタッチ満載の冒険活劇である。ヒロインが魔法（超能力）を使うたびにヒロイン自身の服が破けたり、全裸姿で性犯罪者の餌食にされそうになるなど、青年誌ならではのお色気描写が多いのが特徴。また、魔法少女を題材とした作品やバトルヒロイン的要素が多いうえ、別作品を連想させる台詞などのパロディも多い。

## あらすじ
コスプレ衣装制作が趣味のフリーター・焼田真先は、彼女もなく童貞の悶々とした毎日を送っている。アルバイト先の会社の社長令嬢・織川麻子に自分の作成したコスプレ衣装を着てもらう叶わぬ願いを抱きながら、日夜コスプレ制作にいそしんでいた。
ところがひょんなことでそれが叶うことになった。実は麻子は魔法（超能力）が使える魔法少女（本来は超能力者のことであり、真先のつけた呼び名）だったのだ。
たとえ遠くにいても助けを求める女性の声を聞き取り、その場に瞬間移動でき、女性を苦しめる悪人たちを、魔法によって発生するパワーで壁や地面に叩きつけてしまうことができた。その時に反動で、衣服がこっぱみじんに破けてしまうのだった。魔法の現場に偶然居合わせた真先は自分の制作したコスプレ衣装を彼女に着せて、一糸まとわぬ彼女の危機を救った。
真先は、麻子の魔法が本人にも制御できないほど不安定で、度々麻子を窮地に陥れていることを知り、偶然持っていた「魔法少女もの」のステッキを渡し、感情に任せてパワーを使ってはいけないとアドバイスする。その言葉に力を得た麻子はステッキを悪人たちに向けることで、魔法をうまくコントロールできるようになったが、いつ女性の悲鳴が聞こえてくるのかわからず、魔法を使えば麻子の衣服は破れてしまう。麻子の母親で真先のアルバイト先の社長・織川棗は麻子のパワーに気づいており、娘が危機に陥り処女を奪われることを極端に恐れ、真先に麻子の護衛を命じられる。娘可愛さのあまりの棗の突拍子もない命令、傲慢さに振り回されながらも、真先は、まだ未完成の麻子の魔法(超能力)をフォローして麻子をりっぱな魔法少女にすると誓うのだった。
彼女もないひとりぼっちのフリーターだった真先の生活は一変。麻子をフォローし、彼女の行くところ、すぐさまコスプレ衣装を携え駆けつける不思議なパートナーの関係が始まる。
麻子と同じ超能力の持ち主である瀬尾水景、麻子の親友である会坂昂子、麻子の魔法が起こした事件を調べる刑事・鬼島瞳ら巨乳の美女たちが真先の回りに現われ、好き勝手な言動で真先を翻弄する。
棗は真先の都合などお構いなしに次々と命令を下してくる。彼女たちも巻き込み、麻子の力にまつわる波乱の日々が続く。

## 登場人物

### 主要人物
焼田真先（やいだ まさき）
本作の主人公。24歳。眼鏡をかけた中肉中背の青年。集英商事本社ビルにメンテナンスおよび清掃のバイトをしているフリーター。魔法少女オタクであり、その趣向のあらゆる作品のコスプレ衣装を制作するのが趣味。酒には弱い。基本的に真面目。性的欲望がからむと暴走しそうになるが、たいてい麻子の出現などで中断する。一方、観察力と洞察力に優れており、この能力を事件解決に大いに役立てている。普段はさえない顔つきをしているが、眼鏡を外すと二枚目寄りになる。
同社に勤務する社長令嬢・麻子に憧れ、彼女のためにサイズがびったりの魔法少女の衣装を制作して着用してもらうことを夢見ていた。麻子が魔法（超能力）を使用して服が破けた現場に偶然居合せ、自分の制作した衣装を着せることができ、願いをかなえることができた。彼女から魔法少女（超能力者）としての悩みを聞かされると、彼女の魔法をフォローしコントロールするようになる。
織川麻子（おりかわ まこ）
本作のヒロイン。22歳。ロングストレートヘアでナイスバディな体型をした女性。集英商事の社長令嬢にして本社ビルに勤務する入社1年目の正社員。まじめだが世間知らずなところがある。
ある日、女性が助けを求める声を聞き、女性がレイプされようとしている現場を目撃したことから超能力（真先は魔法と呼ぶこともある）が目覚め、気がついたときにはレイプ犯の男を隣のビルに吹き飛ばしていた。超能力を使った反動で着ていた服が破れてしまったが、その場に駆けつけた真先が偶然持っていた『魔法少女マキカ』の自作のコスプレ衣装を着たことがきっかけで、真先に「魔法少女」に見立てられる。
数日後、再び女性のSOSを聞き取り、真先と共にヤクザが女性たちを監禁している倉庫に瞬間移動する。怒りの感情のまま超能力を使おうとしたことで倉庫が崩壊しかけた時、真先からとっさに「魔法少女のコスプレ用のステッキ」を渡され、「荒ぶる破壊者になってはいけない」「自分の正体がわからない君を定義する」と言われ、そのステッキに力を込めてヤクザたちに向けて倒したことで超能力のコントロールに成功する。これ以降、真先とは「性犯罪者（レイプ犯）を倒す魔法少女」と協力者としての関係になる。
超能力を使うとその反動で自分の服が破れるため、男たちに誤解されることもある。真先のアドバイスでだんだんと超能力がコントロールできるようになった。女性の助けを求める声を聞き、助けようと強く念じるとその発信源にまで瞬間移動できる。困った時、助けが必要な時、真先の居場所には自由に瞬間移動できるようになった。
母親の棗の説明によれば、 6歳のころ、下校中に誘拐されその犯人と2人きりになった時、超能力に目覚め犯人を殺人未遂並みに瀕死の重傷を負わせている。中学から大学までは娘を心配する母親の意向で女子校通いとなり、しばらく超能力を使うこともなかった。ところが社会人になってから、今度は女性からのSOSのサインを感知し、超能力が再び目覚めることになった。
前髪につけているヘアピンにはPHS機能が搭載された精密機械であり、ひそかに母に居場所を把握されている。私生活を監視されることを嫌って、真先が母の命を受けていたと知ると、一時期よそよそしい態度をとっていた。最終的には真先を信頼し、自分のために危険も顧みない態度には好感を持っている。助けを求める女性ばかりではなく、真先に危害を与える人間も絶対許さない。
織川棗（おりかわ なつめ）
麻子の母で、集英商事の社長。眼鏡をかけ、金髪のロングヘア、グラマラスな体型をしており、娘以上の爆乳。なおかつ露出度の高い衣装を着ている。性格は尊大かつ高圧的で、サディスティックな言動からいわゆる「女王様」そのものだがその一方で娘同様どこか天然ボケな一面もある。過保護で、麻子の持っている超能力が気づかれたり危機に陥ることを心配しており（上記の誘拐犯を超能力で殺人未遂に追いやるほどに返り討ちにしたことで、再度やらかせば逆に殺人（未遂）犯扱いされるの恐れている、という見方もある）、麻子の誘拐事件の一件の後、金をばらまいて監視役を雇い、中学から大学まで女子校に通わせ、会社にも自分の経営する集英商事に入社させた。麻子のヘアピンに発信機を仕込み、彼女の居場所を把握しているが、麻子自身は鬱陶しがっている。
過去の事件から男を「クソ虫」と呼んで罵倒しているが、超能力が再び目覚めた時には、真先を高圧的に接しつつも信頼を寄せ、監視することを（半ば脅す形で）約束させた（ただし自身の携帯には真先を「クソ虫」として登録している）。その一方で麻子がらみ以外でも真先を使用人のように扱い、自身の趣味で日課でもあるエアロビクスやマッサージなどでこき使っている。スキー編では雪で遭難した真先を「あいつなら一人で帰るだろう」と決め付けて見捨てるなど薄情な一面も見られる。
織川家の祖先はフランス人の混血であり、隔世遺伝により生まれた女子は金髪と黒髪が交互に出る仕組みになっており、自身の金髪も地毛である。
飯谷（いいたに）
集英商事の総務課に携わる女性。業務上でミスを犯し、それを滑島に脅迫され秘匿する代わりに性奴隷を強要されていたが、麻子の活躍により解放された。
会坂昂子（あいさか たかこ）
単行本第一巻より登場。23歳。本作の裏ヒロイン的な存在。麻子の同僚で親友。暖色系のショートヘアが特徴で性格はがさつでノリがよく享楽家、なおかつスタイルも良くスポーツ万能。加えて酒好き。麻子と一緒に登場することが多い。
麻子とスキーに行った時には真先のことを「頼りない」とバカにしていたが、身体を張ってまで助けようとした姿に感動し、以後は気を許して、何かと真先に自分からからむようになる。海で麻子を探している最中に足がつった真先を助けたことがきっかけで、互いに名前で呼び合う仲になった。真先のことを気に入っているようだが、作品中ではそれ以上の関係には進んでいない。
瀬尾水景（せお みかげ）
第二巻より登場。麻子と同じ「魔法少女」。職業は銀行員。
超能力で熱風をともなった火炎を敵に放射する。2本の指揮棒（タクト）を力の制御に応用しており、麻子とは違い力のコントロールができているが、抜けているところや攻撃的な一面もある。
嫁無村で麻子と出会うが、もう会うことはないといって去る。その後、海で再会し麻子らと親しくなる。真先に対しては、つねに上からの目線で横暴な態度をとっているが、その一方では信頼もしている。
お化けが怖いらしい意外な一面もある。嫁無村の住人の台詞によると、大陰唇の左側にホクロがあるらしい。
鬼島瞳（きじま ひとみ）
第二巻より登場。 警視庁捜査一課の女性刑事で巡査部長。凶悪犯に対して拳銃の弾が尽きるまで発砲し、内勤を言い渡された。マスコミから「目玉のお巡りさん女」という不名誉なあだ名をつけられた。
銀行強盗にレイプされかけたところに現れた麻子の超能力を目の当たりにし、調査中の未解決事件「Xファイル」と関連づけて麻子を「Xファイル女」と断定。真先を訪ねてきたことから麻子たちとも知り合う。
やや強引な性格だが、一面義理堅いところもある。真先の入院中に見舞いに来た際には嫁無村で助けられた一件を思い出し、真先の性欲処理をしようとするツンデレな面も見せている（しかし、寸前で麻子と昂子が見舞いに来たため未遂に終わった）。真先に微妙な心理を抱いているらしい。
新井田早紀（にいだ さき）
第三巻より登場。高校生の少女。16歳。テニス部所属。助けを求める声を聞くと瞬間移動できる。真先は「魔法少女のタマゴ」と母親に説明している。
新井田倖枝（にいだ さちえ）
第三巻より登場。四葉総合病院に勤務する看護師長。眼鏡美人。第三巻では麻子と真先に、第四巻では水景と真先に自分と娘の危機を救われている。

### 麻子が戦った相手
滑島育雄（なめしま いくお）
第一巻に登場。集英商事の総務課に携わる男。厳格そうに見えるが、実は飯谷の業務ミスを秘匿する代わりに性奴隷を強要していた。麻子の活躍で倒され、そのうえあられもない姿を社内でさらす破目になり、ジャカルタの現地法人へ島流し同然の形で左遷された。
変態軍団（へんたいぐんだん）
第三巻、第四巻に登場。犯罪グループ。警察車両に似せた改造車「マジックミラー号」に乗り、皇居の回りをジョギングしている女性に職質を装って近づいて車に拉致。レイプするばかりか、車のマジックミラーを使って、拉致した女性を目隠しの姿で公開し、有料動画を配信しようとする。麻子と昂子が拉致され貞操の危機に陥るが、真先の機転で改造車は高速道路より海に転落して沈没する。
嫁無村の住人たち
第二巻より登場。山間部にある 因習の村の住人たち。若い女性がいなくなったため、村に伝わる「魔法少女が来て子作りをした」伝説を信じ、覆面に白ブリーフの姿で魔法少女をおびきよせよて子孫をつくろうとする。魔法少女に因縁の深い地域として三たび登場。
第二巻では「タスケテ」を連発するダッチワイフで麻子と水景を呼び寄せ、彼女たちを一糸まとわぬ姿にして縛り上げてレイプしようとするが真先の機転により返り討ちに遭う。
第三巻では、一般女性まで誘拐するようになり、村に捜査に来た瞳をはじめ、救出に訪れた水景、麻子を捕え縛り上げてレイプしようとするが、真先の機転や瞳の活躍により麻子と水景によって返り討ちに遭い首謀者が逮捕される。
第四巻では「お屋形様」と呼ばれる女性に率いられ、瞳と水景を捕えてレイプしようとする。真先と麻子の活躍でお屋形様は行方不明となり、中心メンバーは水景によって炎に包まれて壊滅。瞳によって全員逮捕の憂き目に遭う。
原作者が光永康則名義で、作画のいのまると後年発表した作品『玉キック』にて、「嫁攫い村」という名の似たような場所で登場する住民も同じ姿をしている。
お屋形様（おやかたさま）
第四巻の最終エピソードに登場。魔法少女を捕獲し性欲処理と子作りをたくらむ嫁無村の村人を扇動する謎の女性。元祖魔法少女で、江戸時代よりタイムスリップしてきたらしいが結局ハッキリした解明はされなかった。水景の超能力を跳ね返し、麻子の動きを封じるパワーの超能力で魔法少女たちを危機に陥れる。最終的に敗北した後は行方不明。

## 用語
魔法少女
真先の趣味が入って提唱した超能力者の通称。麻子。女性の助けを求める叫びに呼応し現場に瞬間移動し、すさまじいパワーで女性の敵を叩きのめす。目を封じられると超能力が使用できなくなる。また処女であることが条件らしい。

## 書籍
- 原作：つながみ・漫画：いのまる 『まじカライズ』 集英社〈YGコミックス〉、全4巻
  1. 2013年5月17日発売、2013年5月22日初版発行 ISBN 978-4-08-879586-7[2]
  2. 2013年12月19日発売、2013年12月24日初版発行 ISBN 978-4-08-879804-2[3]
  3. 2014年5月19日発売、2014年5月24日初版発行 ISBN 978-4-08-879832-5[4]
  4. 2015年1月19日発売、2015年1月24日初版発行 ISBN 978-4-08-890113-8[5]